# Lampona davies
Lampona davies är en spindelart som beskrevs av Norman I. Platnick 2000. Lampona davies ingår i släktet Lampona och familjen Lamponidae.
Artens utbredningsområde är Queensland. Inga underarter finns listade i Catalogue of Life.